# Eucomatocera minuta
Eucomatocera minuta là một loài bọ cánh cứng trong họ Cerambycidae.